# Георгий IV Лаша
Георгий IV Ла́ша, абх- «Светлый» (груз. გიორგი IV ლაშა) (1191—1223) — царь Грузии (1213—1223) из династии Багратионов.
Сын царицы Тамары и Давида Сослана. 
Стал соправителем матери в 1207 году. Продолжал политику царицы по усилению феодального грузинского государства. Усмирил восстания вассальных мусульманских государств в 1210-х и начал подготовку к крестовому походу на Иерусалим, поддерживая крестоносцев в 1220 году. Наступление татаро-монгол на Грузию сделало участие в крестовом походе невозможным. Монголы одержали победу над грузинским войском в 1221 году (битва при Сагими). Во время сражения царь был серьёзно ранен.
Георгий скончался в возрасте 31 года. Ему наследовала сестра, царица Русудан.
Лаша был известен как свободомыслящий человек и окружением подвергался критике. Женившись на простолюдинке, был осуждён православным духовенством, вынудившим царя развестись. Оставил после себя незаконнорождённого сына, ставшего впоследствии царём Давидом VII Улу.

## В искусстве
Георгий Лаша является одним из главных героев повести Григола Абашидзе «Лашарела». По версии Абашидзе, Лаша отобрал жену у своего верного телохранителя, спасшего ему жизнь.